# 趙應龍
趙應龍（1520年—1571年），字時化，號挹山，陝西西安府涇陽縣人，軍籍，明朝政治人物。

## 生平
嘉靖四十年（1561年）辛酉科陝西鄉試第三十名舉人。嘉靖四十四年（1565年）中式乙丑科會試第二百五十七名，三甲第二百一十五名進士。户部观政，四十五年二月授伊阳令，伊赋轻重不均，应龙以九等定民赋，赋乃平。十一月调临淮县，有尸浮水不行，应龙密廉得三人携一妇同舟者，收鞫之，乃妇杀其夫而投诸水也，论杀三人，政治赫然。隆慶四年（1570年）八月行取湖广道监察御史，按屯牧事，减驺从，薄供亿，条奏数上，皆关治理，惜未竟其用而卒。

## 家族
曾祖趙徹；祖父趙雍，大使；父趙文西，七品散官贈知县。母劉氏。弟趙應鳳（庠生）。